# Real Madrid Club de Fútbol 2003-2004
Questa voce raccoglie le informazioni riguardanti il Real Madrid Club de Fútbol nelle competizioni ufficiali della stagione 2003-2004.

## Maglie e divise
|  | Casa | Trasferta | Terza divisa |

## Rosa
In corsivo i calciatori ceduti durante la stagione
| N. |                       | Ruolo | Calciatore         |
| -- | --------------------- | ----- | ------------------ |
| 1  | Spagna (bandiera)     | P     | Iker Casillas      |
| 2  | Spagna (bandiera)     | D     | Míchel Salgado     |
| 3  | Brasile (bandiera)    | D     | Roberto Carlos     |
| 4  | Spagna (bandiera)     | D     | Rubén              |
| 5  | Francia (bandiera)    | C     | Zinédine Zidane    |
| 6  | Spagna (bandiera)     | D     | Iván Helguera      |
| 7  | Spagna (bandiera)     | A     | Raúl (capitano)    |
| 9  | Spagna (bandiera)     | A     | Fernando Morientes |
| 9  | Brasile (bandiera)    | A     | Ronaldo            |
| 10 | Portogallo (bandiera) | C     | Luís Figo          |
| 11 | Spagna (bandiera)     | A     | Javier Portillo    |
| 13 | Spagna (bandiera)     | P     | Carlos Sánchez     |
| 14 | Spagna (bandiera)     | C     | Guti               |
| 15 | Spagna (bandiera)     | D     | Raúl Bravo         |
| 17 | Spagna (bandiera)     | D     | Óscar Miñambres    |

| N. |                        | Ruolo | Calciatore        |
| -- | ---------------------- | ----- | ----------------- |
| 19 | Argentina (bandiera)   | D     | Esteban Cambiasso |
| 21 | Argentina (bandiera)   | C     | Santiago Solari   |
| 22 | Spagna (bandiera)      | D     | Francisco Pavón   |
| 23 | Inghilterra (bandiera) | C     | David Beckham     |
| 24 | Francia (bandiera)     | C     | Claude Makélélé   |
| 25 | Spagna (bandiera)      | P     | César Sánchez     |
| 26 | Spagna (bandiera)      | C     | Borja Fernández   |
| 27 | Spagna (bandiera)      | C     | Antonio Núñez     |
| 28 | Spagna (bandiera)      | D     | Juanjo Olalla     |
| 29 | Spagna (bandiera)      | A     | Riki              |
| 31 | Spagna (bandiera)      | C     | Jordi López       |
| 33 | Spagna (bandiera)      | D     | Álvaro Mejía      |
| 34 | Spagna (bandiera)      | C     | Juanfran          |
| 41 | Spagna (bandiera)      | D     | Javier Paredes    |
| 42 | Spagna (bandiera)      | P     | Diego López       |

## Calciomercato

### Sessione estiva
| Acquisti         | Acquisti      | Acquisti         | Acquisti                    |
| R.               | Nome          | da               | Modalità                    |
| ---------------- | ------------- | ---------------- | --------------------------- |
| C                | David Beckham | Manchester Utd   | definitivo (37,5 milioni €) |
| Altre operazioni |               |                  |                             |
| R.               | Nome          | da               | Modalità                    |
| A                | David Aganzo  | Real Valladolid  | fine prestito               |
| A                | Sávio         | Bordeaux         | fine prestito               |
| A                | Pedro Munitis | Racing Santander | fine prestito               |
| D                | Raúl Bravo    | Leeds Utd        | fine prestito               |

| Cessioni         | Cessioni           | Cessioni            | Cessioni                   |
| R.               | Nome               | a                   | Modalità                   |
| ---------------- | ------------------ | ------------------- | -------------------------- |
| C                | Claude Makélélé    | Chelsea             | definitivo (20 milioni €)  |
| C                | Geremi             | Chelsea             | definitivo (10 milioni €)  |
| A                | Valdo              | Osasuna             | definitivo (1,8 milioni €) |
| A                | Tote               | Betis               | definitivo (1 milione €)   |
| D                | Fernando Hierro    | Al-Rayyan           | gratuito                   |
| C                | Steve McManaman    | Manchester City     | gratuito                   |
| A                | Sávio              | Real Saragozza      | gratuito                   |
| D                | Iván Campo         | Bolton              | gratuito                   |
| A                | Pedro Munitis      | Deportivo La Coruña | gratuito                   |
| A                | Edwin Congo        | Levante             | n.d.                       |
| A                | Fernando Morientes | Monaco              | prestito                   |
| A                | David Aganzo       | Levante             | prestito                   |
| C                | Flávio Conceição   | Borussia Dortmund   | prestito                   |
| C                | Albert Celades     | Bordeaux            | prestito                   |
| Altre operazioni |                    |                     |                            |
| R.               | Nome               | da                  | Modalità                   |

### Sessione invernale
| Acquisti         | Acquisti         | Acquisti         | Acquisti         |
| R.               | Nome             | da               | Modalità         |
| Altre operazioni | Altre operazioni | Altre operazioni | Altre operazioni |
| R.               | Nome             | da               | Modalità         |
| ---------------- | ---------------- | ---------------- | ---------------- |

| Cessioni         | Cessioni       | Cessioni            | Cessioni |
| R.               | Nome           | a                   | Modalità |
| ---------------- | -------------- | ------------------- | -------- |
| D                | Rubén González | Borussia M'gladbach | prestito |
| Altre operazioni |                |                     |          |
| R.               | Nome           | da                  | Modalità |

## Risultati

### Liga

#### Girone di andata
| Arbitro: | Fernando Carmona Méndez |

|                        |           |             |
| Beckham 8’ Ronaldo 60’ | Marcatori | 34’ Juanito |

| Arbitro: | Alfonso Pino Zamorano |

|                 |           |           |
| S. Anderson 71’ | Marcatori | 84’ Núñez |

| Arbitro: | Eduardo Iturralde González |

|                                                                                  |           |                      |
| Júlio César 20’ (aut.) Raúl 31’, 34’, 75’ Zidane 53’ Figo 58’ (rig.) Ronaldo 70’ | Marcatori | 55’ Losada 61’ Chema |

| Arbitro: | Julián Rodríguez Santiago |

|                |           |                                  |
| E. Pacheco 78’ | Marcatori | 13’ Ronaldo 72’ Beckham 86’ Guti |

| Arbitro: | Xavier Moreno Delgado |

|                          |           |  |
| Mista 4’ R. Oliveira 71’ | Marcatori |  |

| Arbitro: | Miguel Ángel Pérez Lasa |

|                  |           |                  |
| Ronaldo 52’, 82’ | Marcatori | 90’ Á. Fernández |

| Arbitro: | Alfonso Pérez Burrull |

|  |           |                                |
|  | Marcatori | 22’ Ronaldo 65’ Roberto Carlos |

| Arbitro: | Javier Turienzo Álvarez |

|                          |           |              |
| Zidane 27’ Raúl 76’, 90’ | Marcatori | 15’ Benayoun |

| Saragozza 28 ottobre 2003, ore 21:00 CET 9ª giornata | Real Saragozza                 | 0 – 0 | Real Madrid | La Romareda (35 000 spett.)\| Arbitro: \| Manuel Enrique Mejuto González \| |
| Arbitro:                                             | Manuel Enrique Mejuto González |       |             |                                                                             |

| Arbitro: | Bernardino González Vázquez |

|                           |           |  |
| Ronaldo 34’, 54’ Figo 70’ | Marcatori |  |

| Arbitro: | Pedro Tristante Oliva |

|                                                                  |           |             |
| I. Helguera 5’ (aut.) Darío Silva 7’ Dani Alves 14’ Casquero 37’ | Marcatori | 54’ Ronaldo |

| Arbitro: | Rafael Ramírez Domínguez |

|                        |           |           |
| Beckham 38’ Zidane 80’ | Marcatori | 39’ Parri |

| Arbitro: | Arturo Daudén Ibáñez |

|                 |           |             |
| I. Bakayoko 11’ | Marcatori | 73’ Ronaldo |

| Arbitro: | Alfonso Pino Zamorano |

|                     |           |  |
| Ronaldo 1’ Raúl 20’ | Marcatori |  |

| Arbitro: | Fernando Carmona Méndez |

|              |           |                                |
| Kluivert 82’ | Marcatori | 36’ Roberto Carlos 73’ Ronaldo |

| Arbitro: | Julián Rodríguez Santiago |

|                      |           |              |
| Ronaldo 45’ Raúl 85’ | Marcatori | 63’ Pandiani |

| Arbitro: | Luis Medina Cantalejo |

|               |           |                                      |
| F. Correa 10’ | Marcatori | 45’ Raúl 55’ Ronaldo 68’ (rig.) Figo |

| Arbitro: | Fernando Teixeira Vitienes |

|         |           |  |
| Raúl 8’ | Marcatori |  |

| Arbitro: | Alberto Undiano Mallenco |

|            |           |  |
| Karpin 63’ | Marcatori |  |

#### Girone di ritorno
| Arbitro: | José Javier Losantos Omar |

|             |           |             |
| Joaquín 35’ | Marcatori | 64’ Ronaldo |

| Arbitro: | Arturo Daudén Ibáñez |

|                        |           |                 |
| Solari 14’ Ronaldo 53’ | Marcatori | 87’ Ballesteros |

| Arbitro: | Vicente José Lizondo Cortés |

|                      |           |                                  |
| Ó. González 33’, 42’ | Marcatori | 48’, 86’ Ronaldo 63’ (rig.) Figo |

| Arbitro: | Jesús Téllez Sánchez |

|                                |           |              |
| Ronaldo 23’ Roberto Carlos 58’ | Marcatori | 74’ J. Luque |

| Arbitro: | Pedro Tristante Oliva |

|                 |           |           |
| Figo 90’ (rig.) | Marcatori | 74’ Ayala |

| Arbitro: | César Muñiz Fernández |

|                     |           |                                                  |
| Tamudo 31’ Lopo 85’ | Marcatori | 21’, 75’ Ronaldo 58’ Roberto Carlos 64’ R. Bravo |

| Arbitro: | Alberto Undiano Mallenco |

|                                      |           |                             |
| Ronaldo 54’ Zidane 64’, 90’ Figo 71’ | Marcatori | 17’ S. Ilić 90+1’ Milošević |

| Arbitro: | Luis Medina Cantalejo |

|              |           |            |
| Benayoun 32’ | Marcatori | 28’ Solari |

| Arbitro: | Evaristo Puentes Leira |

|              |           |            |
| Portillo 28’ | Marcatori | 32’ Toledo |

| Arbitro: | Fernando Teixeira Vitienes |

|                                         |           |               |
| Yeste 25’ Urzaiz 35’ Del Horno 75’, 77’ | Marcatori | 75’, 77’ Raúl |

| Arbitro: | José Javier Losantos Omar |

|                                                      |           |                           |
| Solari 5’ Ronaldo 54’, 90’ Zidane 63’ M. Salgado 74’ | Marcatori | 58’ (rig.) Júlio Baptista |

| Arbitro: | Rafael Ramírez Domínguez |

|           |           |                         |
| Parri 81’ | Marcatori | 18’, 71’ Roberto Carlos |

| Arbitro: | Fernando Carmona Méndez |

|  |           |                                 |
|  | Marcatori | 2’ Valdo 43’ P. García 61’ Moha |

| Arbitro: | Xavier Moreno Delgado |

|              |           |                           |
| Paunović 47’ | Marcatori | 4’ Solari 77’ I. Helguera |

| Arbitro: | Alfonso Pérez Burrull |

|            |           |                       |
| Solari 54’ | Marcatori | 58’ Kluivert 86’ Xavi |

| Arbitro: | Julián Rodríguez Santiago |

|                           |           |  |
| Tristán 28’ Capdevila 68’ | Marcatori |  |

| Arbitro: | Eduardo Iturralde González |

|                           |           |                            |
| Pavón 16’ Figo 51’ (rig.) | Marcatori | 10’, 36’ Eto'o 42’ Campano |

| Arbitro: | Javier Turienzo Álvarez |

|                            |           |          |
| Luis García 2’, 32’ (rig.) | Marcatori | 90’ Guti |

| Arbitro: | Alfonso Pino Zamorano |

|                 |           |                                                        |
| Figo 39’ (rig.) | Marcatori | 13’ Kovačević 30’, 60’ (rig.) Xabi Prieto 32’ De Paula |

### Coppa del Re

#### Secondo turno
| Arbitro: | Ramírez Domínguez |

|  |           |                                     |
|  | Marcatori | 28’ Raúl 57’ Portillo 87’ Cambiasso |

##### Terzo turno
| Arbitro: | González Vázquez |

|                                 |           |                                       |
| Pérez 40’, 45’ Pavón 50’ (aut.) | Marcatori | 14’ Beckham 37’, 110’ Raúl 88’ Solari |

##### Ottavi di finale
| Arbitro: | Pérez Burrull |

|            |           |          |
| Cuevas 45’ | Marcatori | 37’ Guti |

| Arbitro: | Puentes Leira |

|                      |           |  |
| Ronaldo 59’ Figo 68’ | Marcatori |  |

##### Quarti di finale
| Arbitro: | Puentes Leira |

|                                      |           |  |
| Raúl 31’ Ronaldo 81’ Figo 86’ (rig.) | Marcatori |  |

| Arbitro: | Carmona Méndez |

|           |           |                     |
| Xisco 73’ | Marcatori | 14’ Raúl 90’ Zidane |

##### Semifinale
| Arbitro: | Turienzo Álvarez |

|                     |           |  |
| Solari 56’ Raúl 76’ | Marcatori |  |

| Arbitro: | Eduardo Iturralde González |

|             |           |  |
| A. López 1’ | Marcatori |  |

##### Finale
| Arbitro: | Carmona Méndez |

|                                |           |                                         |
| Beckham 23’ Roberto Carlos 47’ | Marcatori | 28’ Dani 44’ (rig.) Villa 111’ Galletti |

### Supercoppa di Spagna

#### Andata
| Arbitro: | Pérez Burrull |

|                        |           |          |
| Bruggink 45’ Eto'o 47’ | Marcatori | 18’ Figo |

#### Ritorno
| Arbitro: | Medina Cantalejo |

|                                  |           |  |
| Raúl 44’ Ronaldo 52’ Beckham 73’ | Marcatori |  |

### UEFA Champions League

#### Fase a gironi
| Arbitro: | Wolfgang Stark |

|                                                     |           |                           |
| Roberto Carlos 29’ Ronaldo 34’, 57’ Figo 61’ (rig.) | Marcatori | 26’ Drogba 83’ Van Buyten |

| Arbitro: | Pierluigi Collina |

|             |           |                                    |
| Costinha 7’ | Marcatori | 28’ Helguera 37’ Solari 67’ Zidane |

| Arbitro: | Massimo Busacca |

|          |           |  |
| Raúl 38’ | Marcatori |  |

| Belgrado 4 novembre 2003, ore 20:45 CET 4ª giornata | Partizan         | 0 – 0 referto | Real Madrid | Partizan Stadium (29 000 spett.)\| Arbitro: \| Cosimo Bolognino \| |
| Arbitro:                                            | Cosimo Bolognino |               |             |                                                                    |

| Arbitro: | Anders Frisk |

|          |           |                         |
| Mido 63’ | Marcatori | 35’ Beckham 73’ Ronaldo |

| Arbitro: | Bennett |

|           |           |                   |
| Solari 9’ | Marcatori | 35’ (rig.) Derlei |

#### Fase a eliminazione diretta

##### Ottavi di finale
| Arbitro: | Hauge |

|            |           |                    |
| Makaay 75’ | Marcatori | 83’ Roberto Carlos |

| Arbitro: | Meier |

|            |           |  |
| Zidane 32’ | Marcatori |  |

##### Quarti di finale
| Arbitro: | Micheľ |

|                                                 |           |                             |
| I. Helguera 51’ Zidane 70’ Figo 77’ Ronaldo 81’ | Marcatori | 43’ Squillaci 83’ Morientes |

| Arbitro: | Collina |

|                              |           |          |
| Giuly 45’, 66’ Morientes 48’ | Marcatori | 36’ Raúl |

## Statistiche

### Statistiche di squadra
| Competizione        | Punti | In casa | In casa | In casa | In casa | In casa | In casa | In trasferta | In trasferta | In trasferta | In trasferta | In trasferta | In trasferta | In campo neutro | In campo neutro | In campo neutro | In campo neutro | In campo neutro | In campo neutro | Totale | Totale | Totale | Totale | Totale | Totale | DR  |
| Competizione        | Punti | G       | V       | N       | P       | Gf      | Gs      | G            | V            | N            | P            | Gf           | Gs           | G               | V               | N               | P               | Gf              | Gs              | G      | V      | N      | P      | Gf     | Gs     | DR  |
| ------------------- | ----- | ------- | ------- | ------- | ------- | ------- | ------- | ------------ | ------------ | ------------ | ------------ | ------------ | ------------ | --------------- | --------------- | --------------- | --------------- | --------------- | --------------- | ------ | ------ | ------ | ------ | ------ | ------ | --- |
| Liga                | 70    | 19      | 13      | 2       | 4       | 43      | 26      | 19           | 8            | 5            | 6            | 29           | 28           | -               | -               | -               | -               | -               | -               | 38     | 21     | 7      | 10     | 72     | 54     | +18 |
| Coppa del Re        | -     | 3       | 3       | 0       | 0       | 7       | 0       | 5            | 3            | 1            | 1            | 10           | 3            | 1               | 0               | 0               | 1               | 2               | 3               | 9      | 6      | 1      | 2      | 17     | 6      | +11 |
| Supercopa de España | -     | 1       | 1       | 0       | 0       | 3       | 0       | 1            | 0            | 0            | 1            | 1            | 2            | -               | -               | -               | -               | -               | -               | 2      | 1      | 0      | 1      | 4      | 2      | +2  |
| Champions League    | -     | 5       | 4       | 1       | 0       | 11      | 5       | 5            | 2            | 2            | 1            | 7            | 6            | -               | -               | -               | -               | -               | -               | 10     | 6      | 3      | 1      | 18     | 11     | +7  |
| Totale              | -     | 28      | 21      | 3       | 4       | 64      | 31      | 30           | 13           | 8            | 9            | 47           | 39           | 1               | 0               | 0               | 1               | 2               | 3               | 59     | 34     | 11     | 14     | 111    | 73     | +38 |

### Andamento in campionato
| Giornata  | 1 | 2 | 3 | 4 | 5 | 6 | 7 | 8 | 9 | 10 | 11 | 12 | 13 | 14 | 15 | 16 | 17 | 18 | 19 | 20 | 21 | 22 | 23 | 24 | 25 | 26 | 27 | 28 | 29 | 30 | 31 | 32 | 33 | 34 | 35 | 36 | 37 | 38 |
| --------- | - | - | - | - | - | - | - | - | - | -- | -- | -- | -- | -- | -- | -- | -- | -- | -- | -- | -- | -- | -- | -- | -- | -- | -- | -- | -- | -- | -- | -- | -- | -- | -- | -- | -- | -- |
| Luogo     | C | T | C | T | T | C | T | C | T | C  | T  | C  | T  | C  | T  | C  | T  | C  | T  | T  | C  | T  | C  | C  | T  | C  | T  | C  | T  | C  | T  | C  | T  | C  | T  | C  | T  | C  |
| Risultato | V | N | V | V | P | V | V | V | N | V  | P  | V  | N  | V  | V  | V  | V  | V  | P  | N  | V  | V  | V  | N  | V  | V  | N  | N  | P  | V  | V  | P  | V  | P  | P  | P  | P  | P  |
| Posizione | 2 | 2 | 2 | 2 | 3 | 3 | 3 | 2 | 2 | 2  | 3  | 1  | 2  | 1  | 1  | 1  | 1  | 1  | 2  | 2  | 1  | 1  | 1  | 1  | 1  | 1  | 1  | 1  | 1  | 1  | 1  | 2  | 2  | 2  | 2  | 2  | 3  | 4  |

Legenda:

Luogo: C = Casa; T = Trasferta. Risultato: V = Vittoria; N = Pareggio; P = Sconfitta.